# Zenon Lissek
Zenon Lissek (ur. 5 października 1962 w Bytomiu, zm. 25 września 2021 tamże) – polski piłkarz, występujący na pozycji pomocnika.

## Życiorys
W wieku dziesięciu lat został juniorem Szombierek Bytom. W 1978 roku został wcielony do drużyny rezerw, zaś w oficjalnym meczu pierwszej drużyny Szombierek zadebiutował 5 września 1981 roku w wygranym 4:0 spotkaniu ze Śląskiem Wrocław. Po półrocznym okresie gry w Uranii Ruda Śląska wrócił do Szombierek, wywalczając z klubem awans do I ligi. W sezonie 1988/1989 jego klub spadł z ligi, po czym Lissek został piłkarzem Górnika Zabrze. Zdobył bramkę w meczu Pucharu UEFA z Juventusem Turyn. We wrześniu 1990 roku ponownie został zawodnikiem Szombierek. W rundzie wiosennej sezonu 1992/1993 był piłkarzem Hansy Rostock. Następnie do końca kariery, z wyjątkiem półrocznego okresu gry w Uranii Ruda Śląska, grał w Szombierkach Bytom.
W I lidze rozegrał 85 spotkań i zdobył 22 gole (18 w barwach Szombierek i 4 dla Górnika Zabrze).  Zanotował również występy w reprezentacji Polski B (olimpijskiej) gdy trenerem był Zdzisław Podedworny.
Po zakończeniu kariery piłkarskiej pracował jako drugi trener Szombierek Bytom, remonter i portier. Pod koniec życia zdiagnozowano u niego chorobę zwyrodnieniową stawów biodrowych, a następnie nowotwór, który był przyczyną jego śmierci. Został pochowany na cmentarzu parafialnym w Szombierkach.

## Życie prywatne
Był żonaty z Ewą, z którą miał syna Mateusza.

## Statystyki

### Występy ligowe
| Sezon         | Klub                     | Liga          | Mecze | Gole |
| ------------- | ------------------------ | ------------- | ----- | ---- |
| 1981/1982     | Szombierki Bytom         | I liga        | 1     | 0    |
| 1987/1988     | Szombierki Bytom         | I liga        | 30    | 8    |
| 1988/1989     | Szombierki Bytom         | I liga        | 27    | 8    |
| 1989/1990     | Górnik Zabrze            | I liga        | 25    | 4    |
| 1990/1991 (j) | Górnik Zabrze            | I liga        | 0     | 0    |
| 1990/1991     | Szombierki Bytom         | II liga       | 28    | 12   |
| 1991/1992     | Szombierki Bytom         | II liga       | 26    | 12   |
| 1992/1993 (j) | Szombierki Bytom         | I liga        | 2     | 2    |
| 1992/1993 (w) | Hansa Rostock            | 2. Bundesliga | 10    | 1    |
| 1993/1994     | Szombierki Bytom         | II liga       | 19    | 6    |
| 1994/1995     | Szombierki Bytom         | II liga       | 23    | 9    |
| 1995/1996     | Szombierki Bytom         | II liga       | 24    | 5    |
| 1996/1997     | Szombierki Bytom         | II liga       | 12    | 2    |
| 1997/1998     | Polonia/Szombierki Bytom | II liga       | 4     | 0    |

### Występy wPucharze UEFAw barwachGórnika Zabrze
| Lp. | Data       | Gospodarze    | Goście        | Wynik | Gole |
| --- | ---------- | ------------- | ------------- | ----- | ---- |
| 1.  | 12.09.1989 | Górnik Zabrze | Juventus F.C. | 0-1   | -    |
| 2.  | 27.09.1989 | Juventus F.C. | Górnik Zabrze | 4-2   | 1    |

### Występy w2. Bundeslidzew barwachHansy Rostock[7]
| Lp. | Data       | Gospodarze         | Goście          | Wynik | Gole |
| --- | ---------- | ------------------ | --------------- | ----- | ---- |
| 1.  | 06.02.1993 | Waldhof Mannheim   | Hansa Rostock   | 3-0   | -    |
| 2.  | 14.02.1993 | Hansa Rostock      | 1. FSV Mainz 05 | 4-1   | -    |
| 3.  | 20.02.1993 | MSV Duisburg       | Hansa Rostock   | 2-1   | 1    |
| 4.  | 27.02.1993 | Hansa Rostock      | SV Meppen       | 2-1   | -    |
| 5.  | 05.03.1993 | FC Homburg         | Hansa Rostock   | 0-0   | -    |
| 6.  | 13.03.1993 | Hansa Rostock      | FC St. Pauli    | 2-0   | -    |
| 7.  | 20.03.1993 | Hertha BSC         | Hansa Rostock   | 5-1   | -    |
| 8.  | 27.03.1993 | Hansa Rostock      | SV Darmstadt 98 | 2-0   | -    |
| 9.  | 08.04.1993 | Hansa Rostock      | VfB Leipzig     | 2-0   | -    |
| 10. | 27.04.1993 | SpVgg Unterhaching | Hansa Rostock   | 2-0   | -    |